# Wydział Biologii i Biotechnologii Uniwersytetu Marii Curie-Skłodowskiej
Wydział Biologii i Biotechnologii Uniwersytetu Marii Curie-Skłodowskiej – jeden z trzynastu Wydziałów Uniwersytetu Marii Curie-Skłodowskiej.

## Historia
Wydział powstał w 2011 roku, wskutek podziału Wydziału Biologii i Nauk o Ziemi na wydziały: Biologii i Biotechnologii oraz Nauk o Ziemi i Gospodarki Przestrzennej.

## Kierunki kształcenia
Dostępne kierunki:
- Biologia (studia I i II stopnia)
- Biology (studia I i II stopnia)
- Biotechnologia (studia I i II stopnia)
- Sustainability management (studia I stopnia)

## Poczet dziekanów
1. prof. dr hab. Anna Tukiendorf (2011–2012)
2. prof. dr hab. Kazimierz Trębacz (2012–2019)
3. dr hab. Joanna Czarnecka (od 2019)

## Władze Wydziału
W kadencji 2020–2024:
| Stanowisko                 | Imię i nazwisko           |
| -------------------------- | ------------------------- |
| Dziekan                    | dr hab. Joanna Czarnecka  |
| Prodziekan ds. Studenckich | dr hab. Małgorzata Wójcik |

## Struktura organizacyjna

### Instytut Nauk Biologicznych
Dyrektor: prof. dr hab. Anna Jarosz-Wilkołazka
- Katedra Anatomii Funkcjonalnej i Cytobiologii
- Katedra Biochemii i Biotechnologii
- Katedra Biologii Komórki
- Katedra Biologii Molekularnej
- Katedra Botaniki, Mykologii i Ekologii
- Katedra Fizjologii Roślin i Biofizyki
- Katedra Fizjologii Zwierząt i Farmakologii
- Katedra Genetyki i Mikrobiologii
- Katedra Immunobiologii
- Katedra Mikrobiologii Przemysłowej i Środowiskowej
- Katedra Wirusologii i Immunologii
- Katedra Zoologii i Ochrony Przyrody
- Pracownia Mikroskopowa
- Pracownia Bioinformatyki i Biostatystyki